# もりたじゅん
もりたじゅん（本名：本宮順子（旧姓：森田）、1948年2月18日 - ）は、日本の元女流漫画家。広島県出身。千葉県市川市在住。日本大学芸術学部油絵科卒業。夫は漫画家の本宮ひろ志。長女はアマチュアゴルファーのもとみやあゆみ。

## 経歴
子供のころから絵が好きだったが、母親がかなり厳格だったようで、小学生のころは手塚治虫・関谷ひさし以外の漫画を読むことは原則禁止されており、漫画を描くことに関しては人形ですら認めて貰えなかったという。中学生のときに一時期、漫画から関心が離れた。高校生のころに漫画が大好きな文芸部の友人たちによって、ちばてつやの『紫電改のタカ』などを勧められ、興味が再燃。以後、水野英子、西谷祥子、あすなひろしなどの作品を愛読する。
大学2年の時、1968年第1回「りぼん新人漫画賞」で「マイ・エンゼル」にて佳作入賞し、同年『別冊りぼん春の号』（集英社）に掲載されデビューする。
以後、『みいとオバケちゃん』を初連載するが伸び悩む。次々と編集者が変わり、1969年「りぼんコミック」11月号でSF『ダニイル』を読み切りで書くなど模索し苦しむ中で、一回だけ名編集者に漫画の描き方を詳細に指導され、後任の担当者にも薫陶され、徐々に実力をつけていく。結果、『キャー! 先生』でヒット作となる。この作品は、基本的にハッピーエンドで終わることの多かった当時の「りぼん」作品の殻を破り、『主人公の元気な先生が、最終回に原爆症で亡くなるかもしれない』形で終了しており、「りぼん」の他の連載陣・後輩たちにも大きな影響を与えている。
それ以降、それまで子供向けだった『りぼん』にラブコメディなどを発表し、第1回新人賞準入選の同期の一条ゆかり、弓月光らと、雑誌の誌面の年齢層を高校生、大学生も含めた形に変えていった。
本宮と結婚後に出産し、1974年5月に二人目の子供・長女あゆみの出産を契機に、「りぼん」に「産休の告知」をして、引退するつもりで仕事道具をすべて処分する。が、1975年に復帰。1978年から1981年にかけて子育てのため再度の休みに入り、1982年大人の女性向け「YOU」創刊時に誘われ、再度復帰する。「モーニング」の「丸の内シリーズ」以後はレディースコミックで活躍した。
活動晩年はスコラ、あおば出版、宙出版などの一般誌でも描いていた。だが、徐々にストーリーが作れなくなり（元々ストーリーを作るのは苦手で、「私の作品はいつも同じような筋書きばかり」と本人も自認していた）、集英社外での2006年前後篇読み切りの作成時にストーリー案出に行き詰まり、大スランプに陥る。夫である本宮ひろ志の助力を得てなんとか完成し掲載はしたものの、この時に漫画家としての限界を強く感じ、引退を決意したという。その後、直後の2007年「YOU」『残業了解』を最後に、58歳で漫画家を引退した。
ただ完全に絵を描くことをやめてしまったわけではなく、以降は夫の本宮ひろ志が若いころに描いた『男一匹ガキ大将』の後半から、読切『硬派山崎銀次郎』（後に『硬派銀次郎』で連載）とその続編の『山崎銀次郎』と『さわやか万太郎』など、夫の全作の女性キャラの下描きを現在も担当している。
アシスタントに非常に気前よく給料を渡していたことで知られている。荻野真や猿渡哲也や江川達也なども一時期本宮プロダクションでアシスタントをしており、ずいぶん助けられたという。
荻野は『孔雀王』の文庫版あとがきで「あまりにアシスタント料が多かったため、『こんなにもらっていいんですか?』と（もりたじゅん本人に）尋ねたことがある」と述べている。その際「いいのよ、今の私は趣味で漫画を描いてるんだから。趣味で儲けちゃいけないの」と返事されたとのこと。

## 主な作品リスト

### 集英社発行分
- 『りぼん』掲載
  - こんにちは初恋さん（1970年、全1巻）
  - キャー! 先生（1971年、全2巻）
  - うみどり（1971年、全1巻）
  - ごくろうさん（1972年、全1巻）
  - 三人きょうだい（1972年、全1巻）
  - ミセスとユーレイ（1972年、全1巻）
  - 青い季節（1973年、全1巻）
  - こんにちはさようなら（1974年、全1巻）
- 『マーガレット』掲載
  - 嗚呼　花の新小岩3丁目（1978年、全1巻）

- 『YOU』掲載
  - 薔薇をいっぱい（1977年、全1巻）
  - ガラスのブラ（1984年、全1巻）
  - ときには娼婦のように（1985年、全1巻）
  - 落ちこぼれのアキレス腱（1986年、全1巻）
  - ニシンとシシャモ（1987年、全1巻）
  - 大借金（1989年、全1巻）
  - マイ・プア・レディー
  - 不良中年純粋異性交遊（1990年、全1巻）
  - 大誤解（1990年、全1巻）
  - ラッキー・ウーマン（1991年、全1巻）
  - 夢で愛ましょう（1992年、全1巻）
  - 崖っぷち大成仏（1993年、全1巻）
  - 借金は天下のまわり物（1994年、全1巻）
  - 大没落（1995年、全1巻）
  - 猫に小判わ（1995年、全1巻）
  - 魚心あれば恋心（1996年、全1巻）
  - チャンス!（1996年、全2巻）
  - ふたり静（1997年、全1巻）
  - 人生上々（1997年-1998年、全4巻）
  - チョー、マジ、っていうかァ（1999年、全1巻）
  - 大変愛（1999年、全1巻）
  - 最愛のひと（1999年、全1巻）
  - 蛇の道はかえる（2000年、全1巻）
  - ダイジョ〜ブよ（2000年、全1巻）
  - ハートマーク.co.jp（2001年、全1巻）
  - 残業了解!（2007年、全1巻）

- もりたじゅん自選集（全7集）

1. 不良中年純粋異性交遊（1998年）
2. ニシンとししゃも（1998年）
3. 最悪の女性（1998年）
4. わが青春に悔いなし（1998年）
5. ラッキ－・ウーマン（2000年）
6. 父の恋人（2001年）
7. 恋は思案の外（2001年）

- その他集英社分
  - ダン（1992年-1993年、全4巻、原作：やまさき十三）
  - さわって愛して-もりたじゅんのパソコン入門（2002年、全1巻、共著：さくらまこ）
  - 四十九日まで（2002年、全1巻）
  - オトメの祈り（2003年-2005年、全3巻）
  - アゲイン（2005年、全1巻）
  - ひょうたんから恋（2007年、全1巻）

### 他社発行分
- 性（格）の一致（1992年、スコラ、全1巻）
- 未亡人道（1994年、スコラ、全1巻）
- 化けくらべ（2002年、あおば出版、全1巻）
- 嘘をつく女（2002年、あおば出版、全1巻）
- 夏の嘘つき（2006年、あおば出版、全1巻）
- 地球温暖化現象的大恋愛（2008年、宙出版、全1巻）

### 単行本未収録
- レッツゴー100ドル りぼん1968年9月号　読切り
- みいとオバケちゃん りぼん 連載 1968年12月号―1969年2月号
- すごくツイてるみたい りぼん 連載 1969年10月号―1969年12月号

## 関連番組
- 趣味百科『少女コミックを描く』第7回（1991年5月14日 NHK教育） - アトリエ訪問コーナーに登場